# Distretto di Shai Osudoku
Il distretto di Shai Osudoku (ufficialmente Shai Osudoku District, in inglese) è un distretto della regione della Grande Accra del Ghana.
Fino al 2012 era chiamato distretto di Dangwe Ovest.